# Zsuzsa Albert
Zsuzsa Albert (născută:Zsuzsanna Marek) (n.23 iulie 1932, Budapesta-) este o scriitoare, poetă, redactoare radio maghiară, soția scriitorului Gábor Albert.